# Politično s Tanjo Gobec
Politično s Tanjo Gobec je televizijska pogovorno-analitična oddaja, ki je predvajana vsako nedeljo ob 19.10, po Dnevniku na 1. programu Televizije Slovenija. Vodi jo novinarka Tanja Gobec.

## Format
Vsako nedeljo po osrednjem Dnevniku na Televiziji Slovenija Tanja Gobec gosti dva politika ali politična analitika, s katerima analizira aktualno družbeno-politično dogajanje. Oddaja traja od 10 do 12 minut, vsak teden pa jo voditeljica zaključi z znano mislijo ali citatom.
Prva oddaja je bila predvajana 6. januarja 2019 in od takrat bila na sporedu vsako nedeljo z izjemo poletnih mesecev, ko so potekale parlamentarne počitnice. Vodstvo RTV Slovenija je nato oddajo ukinilo in zadnja oddaja je bila predvajana 20. februarja 2022. Ko se je uprava leta 2023 vnovič zamenjala, jo je zopet vključila v programsko-produkcijski načrt za leto 2024.

## Sezone
| Sezona | Sezona | Epizode | Začetek sezone  | Konec sezone     |
| ------ | ------ | ------- | --------------- | ---------------- |
|        | 1      | 25      | 6. januar 2019  | 14. julij 2019   |
|        | 2      | 45      | 18. avgust 2019 | 19. julij 2020   |
|        | 3      | 48      | 23. avgust 2020 | 18. julij 2021   |
|        | 4      | 26      | 29. avgust 2021 | 20. februar 2022 |
|        | 5      | 26      | 14. januar 2024 | 14. julij 2024   |
|        | 6      | 5       | 25. avgust 2024 |                  |

Št. oddaj do vključno 22.9.2024.

## Seznam oddaj

### Sezona 5
| #   | Datum            | Tema                                        | Gosta                                           | Gosta                                           |
| --- | ---------------- | ------------------------------------------- | ----------------------------------------------- | ----------------------------------------------- |
| 145 | 14. januar 2024  | Kdaj ustavne sodniške plače?                | Vesna B. Rakočević                              | Igor Šoltes                                     |
| 146 | 21. januar 2024  | (Ne)podpora pravosodni ministrici v SD-ju   | Tanja Fajon                                     | Tanja Fajon                                     |
| 147 | 28. januar 2024  | Stavkovno-pogajalski val                    | Marcel Štefančič                                | Marcel Štefančič                                |
| 148 | 4. februar 2024  | Ali smo blizu politične krize?              | Janez Markeš                                    | Gregor Repovž                                   |
| 149 | 11. februar 2024 | O usodi SD-ja in koalicije                  | Klemen Boštjančič                               | Matevž Frangež                                  |
| 150 | 18. februar 2024 | Se medstrankarska trenja selijo v DZ?       | Urška Klakočar Zupančič                         | Urška Klakočar Zupančič                         |
| 151 | 25. februar 2024 | Razpisane evropske volitve                  | Ljudmila Novak                                  | Klemen Grošelj                                  |
| 152 | 3. marec 2024    | Izzivi pravosodja                           | Andreja Katič                                   | Andreja Katič                                   |
| 153 | 10. marec 2024   | Prevetritev kabineta premierja, kazni v SDS | Pavel Gantar                                    | Janez Podobnik                                  |
| 154 | 17. marec 2024   | Predlogi za posvetovalne referendume        | Tamara Kozlovič                                 | Jernej Vrtovec                                  |
| 155 | 24. marec 2024   | Shod in okrogla miza proti vladi            | Matej Arčon                                     | Matej Arčon                                     |
| 156 | 31. marec 2024   | Praznično, a nemirno                        | Danilo Türk                                     | Danilo Türk                                     |
| 157 | 7. april 2024    | Pred volilnim kongresom SD-ja               | Tadej Beočanin, Jani Prednik, Milan Brglez      | Tadej Beočanin, Jani Prednik, Milan Brglez      |
| 158 | 14. april 2024   | Evropski denar pod nadzorom                 | Tanja Eler Frank                                | Jaka Brezigar                                   |
| 159 | 21. april 2024   | Volitve hkrati z referendumi?               | Borut Sajovic                                   | Matej Tonin                                     |
| 160 | 28. april 2024   | Volilna mrzlica 9. junija                   | Andraž Zorko                                    | Peter Merše                                     |
| 161 | 5. maj 2024      | Vstop v EU in vloga parlamenta              | Borut Pahor                                     | Borut Pahor                                     |
| 162 | 12. maj 2024     | Priznanje Palestine – kdaj?                 | Miro Cerar                                      | Dimitrij Rupel                                  |
| 163 | 19. maj 2024     | Čemu so namenjene preiskovalne komisije?    | Aleš Rezar                                      | Andrej Hoivik                                   |
| 164 | 26. maj 2024     | ESČP bo vodil slovenski sodnik              | Marko Bošnjak                                   | Marko Bošnjak                                   |
| 165 | 2. junij 2024    | Zadnji teden nagovarjanja volivcev          | Uroš Esih, Aljaž Bitenc Pengov, Dejan Steinbuch | Uroš Esih, Aljaž Bitenc Pengov, Dejan Steinbuch |
| 166 | 16. junij 2024   | Po referendumih                             | Igor Kaučič                                     | Janez Pogorelec                                 |
| 167 | 23. junij 2024   | Spremembe zakonodaje glede nezdružljivosti  | Maruša Babnik                                   | Robert Šumi                                     |
| 168 | 30. junij 2024   | Stavba za sodišča – SD proti Svobodi?       | Matjaž Han                                      | Klemen Boštjančič                               |
| 169 | 7. julij 2024    | Desnica v Uniji in Sloveniji                | Ljudmila Novak                                  | Ljudmila Novak                                  |
| 170 | 14. julij 2024   | Pred parlamentarnimi počitnicami            | Urška Klakočar Zupančič                         | Urška Klakočar Zupančič                         |

### Sezona 6
| #   | Datum              | Tema                                            | Gosta          | Gosta         |
| --- | ------------------ | ----------------------------------------------- | -------------- | ------------- |
| 171 | 25. avgust 2024    | Pred politično jesenjo                          | Vlado Miheljak | Janez Markeš  |
| 172 | 1. september 2024  | Slovenski zunanjepolitični izzivi               | Asta Vrečko    | Matej Tonin   |
| 173 | 8. september 2024  | Kdo bo novi komisarski kandidat ali kandidatka? | Violeta Bulc   | Violeta Bulc  |
| 174 | 15. september 2024 | Koalicijski vrh med komisarsko sago             | Uroš Esih      | Gregor Repovž |
| 175 | 22. september 2024 | Pred finalom sestavljanja Evropske komisije     | Ljudmila Novak | Marjan Šarec  |